# Svampsavdaggfluga
Svampsavdaggfluga (Amiota alboguttata) är en tvåvingeart som först beskrevs av Johan August Wahlberg 1839.  Svampsavdaggfluga ingår i släktet Amiota och familjen daggflugor. Enligt den svenska rödlistan är arten nära hotad i Sverige. Arten förekommer i Götaland, Öland, Svealand och Nedre Norrland. Artens livsmiljö är skogslandskap, stadsmiljö. Inga underarter finns listade i Catalogue of Life.